# Joanna Zalesiak
Joanna Zalesiak (ur. 22 listopada 1988 w Gorzowie Wielkopolskim) – polska koszykarka, medalistka mistrzostw Polski, brązowa medalistka letniej Uniwersjady (2007).

## Kariera sportowa
Jest wychowanką AZS PWSZ Gorzów Wielkopolski, w którego barwach debiutowała w ekstraklasie w sezonie 2004/2005. W gorzowskim klubie występowała także w sezonach 2005/2006 i 2006/2007. W 2006 i 2007 zdobyła mistrzostwo Polski juniorek starszych.  W sezonie 2007/2008 występowała w drużynie University of Texas at El Paso. W sezonie 2008/2009 wróciła do drużyny z Gorzowa, ale po rundzie jesiennej klub rozwiązał z nią kontrakt. W rundzie wiosennej sezonu 2008/2009 była zawodniczką MUKS Poznań, w latach 2009-2012 występowała w kanadyjskiej drużynie Regina Cougars (University of Regina}. Następnie planowała grę w drużynie Energa Toruń, ale ostatecznie jesienią 2012 zakończyła karierę.
Była reprezentantką Polski kadetek, juniorek, młodzieżową reprezentantką Polski. Występowała też w eliminacjach do mistrzostw Europy seniorek w 2009. Jej największym sukcesem był brązowy medal letniej Uniwersjady w 2007.

## Osiągnięcia
Indywidualne
- Zaliczona I składu mistrzostw Polski U–20 (2006–2007)